# Strahinje
Strahinje je prigradsko naselje grada Krapine, kojem administrativno pripada.
Naselje je smješteno na jugoistočnim obroncima planine Strahinjčice i ima 336 stanovnika (2001.), koje žive u 90-ak obiteljskih kuća. Tu je smješteno glavno vodocrpilište iz kojega se napaja veći dio građana Krapine, a poznato je po iznimnoj kvaliteti vode. U naselju je smještena i tvornica za proizvodnju industrijskih ventilatora (bivši TEP).

## Stanovništvo
| broj stanovnika | 163   | 185   | 197   | 189   | 207   | 222   | 208   | 213   | 172   | 269   | 306   | 348   | 367   | 324   | 336   | 328   | 286   |
|                 | 1857. | 1869. | 1880. | 1890. | 1900. | 1910. | 1921. | 1931. | 1948. | 1953. | 1961. | 1971. | 1981. | 1991. | 2001. | 2011. | 2021. |